# Mi Jiujiang
Mi Jiujiang (chinesisch 米久江; * 8. Mai 1992) ist ein chinesischer Cross-Country-Mountainbiker.

## Sportlicher Werdegang
Mi kam erst verhältnismäßig spät zum Leistungssport. Er begann während seines Medizinstudiums in Zunyi 2014, Mountainbikefahren zu trainieren. 2018 gelangte er zu Aufmerksamkeit, weil er als Amateur den vierten Platz in einem Rennen der chinesischen Mountainbike-Liga belegt hatte. Im Jahr darauf nahm er am Etappenrennen Cape Epic in Südafrika teil, das er erfolgreich beendete, und wurde alsbald von Scott Sports gesponsert.
Die Corona-Pandemie hinderte ihn längere Zeit an weiteren internationalen Auftritten. In dieser Periode wurde er 2022 Dritter bei den nationalen Meisterschaften. 2023 beteiligte er sich erstmals am UCI-Mountainbike-Weltcup und erzielte im September des Jahres seinen bislang größten Erfolg mit dem Sieg bei den Asienspielen; die Medaille stiftete er seiner ehemaligen Universität. Kurz nach diesem Erfolg holte er noch die Bronzemedaille bei den Asien-Meisterschaften. Mitte Juli gewann er erstmals die chinesischen Meisterschaften. Der chinesische Verband nominierte ihn für das olympische Mountainbike-Rennen 2024, wo er infolge von Überrundung ausschied.

## Erfolge
2023
 Asienspiele – Cross-Country XCO
 Asien-Meisterschaften – Cross-Country XCO
2024
 Asien-Meister – Staffel XCR
 Chinesischer Meister – Cross-Country XCO